# الدلائل في حكم موالاة أهل الإشراك
الدلائل في حكم موالاة أهل الإشراك هو كتاب في الولاء والبراء بالعقيدة الإسلامية من تأليف الشيخ سليمان بن عبد الله بن محمد بن عبد الوهاب (المتوفى: 1233 هـ).